# Latorița
Munții Latoriței je horský masiv v Jižních Karpatech v Rumunsku. Jedná se o velmi odlehlou horskou oblast, která je obtížně dostupná. Ze všech stran je dvoutisícový hřeben obklopen dalšími dvoutisícovými pohořími. Latoriței jsou spojené s Paringem jeho bočním hřebenem a systematicky patří do Paringu. Někteří autoři považují přesto Latoriței za samostatné pohoří.

## Popis hor a geologie
Hřeben dosahuje 30 kilometrů délky ve směru východ - západ. K pohoří Paring navazuje v sedle Ștefanu, které leží na bočním hřebenu Paringu Carbunele. Přímo pod tímto sedlem pramení řeka Latorița. Nad ním hřeben kulminuje do nejvyšších poloh, je zde dvojvrchol hory Ștefanu, přičemž ten východněji položený Bora je i nejvyšší horou masivu. Hřeben se zde stáčí prudce na východ a klesá do několika nevýrazných sedel.
Následuje hora Puru, za ní jedno hlubší sedlo a pak hora Fratoșteanu. Je to s 2053 metry druhý nejvyšší vrchol pohoří a mnohými autory bývá považován za ten první. Na vrcholu se nachází několik vápencových výchozů a tvoří zde jeskyně, směrem k jihu je pak v údolí vytvořena soutěska řeky Latorița. Hřeben masivu Latoriței se na Fratoșteanu dělí na tři větve.
Nejjižnější se nazývá Repezi, je nejvyšší, ale zároveň nejkratší. Od Fratoșteanu klesá do hlubokého sedla Repezi, hned následuje hora Repezi (2013 m) a poté táhlé klesání ke skalnatému hřebeni Culmea Părăginosu. Přímo pod ním se nachází rozsáhlá rezervace soutěsky řeky Latorița. Od skal na hřebeni hřeben strměji klesá do vesnice Ciungetu na soutoku říčky Rudâreasa a Latorița.
Severněji od Repezi leží nejdelší hřeben Ștevia. Od Repezi je oddělen říčkou Rudâreasa, která místy tvoří hluboké kaňonovité údolí. Ze všech východních hřebenů je Ștevia nejnižší a nejvíce zalesněný. Od hory Fratoșteanu hřeben Ștevia strmě klesá do zalesněných partií do výšky cca 1500 metrů. Dvakrát ještě přesáhne 1600 metrů, ale pak již klesá do nižších partií k hoře Chica Lupului (1122 m). V této oblasti se nachází na hřebeni rozsáhlé pastviny přiléhající k vesnici Ciungetu a severnější Voineasa. Hřeben Ștevia pak končí na soutoku řek Lotru a Latorița.
Posledním a nejsevernějším hřebenem je hřeben Minăileasa. Od Fratoșteanu hřeben strmě klesá severním směrem do hlubokého sedla Curmatura Vidruței. Tudy je vedená silnice DN 7A, která prochází údolím Lotru a poté stoupá na hřebeny Šureanu a Paringu. Tímto sedlem silnice obchází soutěsku na řece Lotru a přehradu Balindru. Hřeben od sedla stoupá na holý dvojvrchol Minăileasa (jižní vrchol má 1844 metrů, severní 1855 metrů), kde se hřeben prudce stáčí k východu a klesá do zalesněných partií a postupně až do vesnice Voineasa k soutoku řeky Lotru a potoka Minăileasa.

## Vodstvo

### Řeky
Masiv Latoriței je z většiny světových stran oddělen vodními toky, pouze od západu navazuje na zmiňovaný Paring. Na severu je to řeka Lotru, na jihu Latorița. V masivu jsou pouze dva delší toky, které jsou významnější. Jde o říčky Minăileasa a Rudâreasa. V horách je ovšem velké množství dalších toků, které tvoří přítoky významnějších toků.

### Jezera
V horách se nachází několik bezejmenných jezírek na hřebeni, ale žádné nedosahuje větších rozměrů. Pod spojovacím hřebenem s hlavním masivem Paring jsou dvě významná plesa, která stojí za zmínku, ale nepatří do masivu Latoriței. jde o jezero Violeta a Iezerul Latoriței, která leží pod sedlem Ștefanu v blízkosti řeky Latorița. Jsou zahrnuty do rezervace, která částečně zasahuje do masivu Latoriței.

### Přehrady
Na řekách v okolí je vybudováno několik přehrad. Největší je Vidra na řece Lotru, po proudu pod ní je Balindru. Na řece Latorița je to Galbenu a Petrimanu (pod sedlem Curmatura Oltetului).

### Soutěsky
V masivu je několik soutěsek a kaňonovitých údolí. Největší a nejkrásnější je soutěska na dolním toku řeky Latorița sevřená mezi hřeben Tirnovu v pohoří Căpățînii a hřeben Culmea Părăginosu v Latoriței. tato soutěska je asi 8 kilometrů dlouhá a je chráněná přírodní rezervací. Dál proti proudu jsou tvořeny kaňonovité útvary pod horou Puru.
Menší soutěska je vytvořena i na středním toku říčky Rudâreasa a na některých jejích přítocích v blízkosti kopce Pietrele Albe (1193 m). Na druhé straně tohoto kopce tvoří skalnaté srázy i potok Minăileasa.
Hluboce zaříznuté údolí je vytvořeno i na úplném severu masivu na řece Lotru, které se obtáčí kolem kopce Minăileasa. Je zde zformován asi 35 kilometrů dlouhý kaňon, který je však dosti otevřený a přerušovaný.

### Vodopády
V masivu je poměrně dost vodopádů, jen některé z nich jsou ale významné a atraktivní. Jedničkou je bezesporu krásný a vysoký vodopád Moara Dracului na řece Latorița v přírodní rezervaci Iezerul Latoriței. Několik přítoků této řeky pak tvoří vodopády v jejích soutěskách. Na severu je vodopádů méně a nedosahují přílišných výšek. Většinou jde o toky, které ústí do řeky Lotru.

## Turistika a ochrana přírody
Masiv je prakticky turisticky neznámý. Nachází se zde pouze dvě vesnice na východě a na západě v údolí Lotru se nachází turistická útulna Obîrșia Lotrului. Turistické značky jsou naprosto zastaralé a mnohdy existovaly pouze na papíře. V úvahu přichází hřebenový přechod s napojením na Paring, atraktivnější ale bude výstup údolím Latorița soutěskou a potom kolem vodopádu Moara Dracului.
V horách jsou pouze dvě chráněné rezervace. První a menší je Iezerul Latoriței, která chrání dvě jezera a vodopád Moara Dracului. Druhou rozsáhlejší je Latorița, která chrání soutěsku této řeky, hřeben Culmea Părăginosu a masiv Tirnovu v Kapacinech.